# 戦争論
『戦争論』（せんそうろん、独: Vom Kriege）は、プロイセンの将軍カール・フォン・クラウゼヴィッツによる戦争と軍事戦略に関する書物である。本書は戦争の暴力性や形態を決める重要な要因として政治を位置づけたものであり、軍事戦略を主題とする最も重要な論文のひとつとして、今日でも各国の士官学校や研究機関で扱われている。
本書が執筆された時期は主にナポレオン戦争終結後の1816年から1830年にかけてであり、クラウゼヴィッツが陸軍大学校の学校長として勤務している時期に大部分が書かれた。1827年に原稿に大規模な修正を加えて整理しているが、未完成のまま死去したことから妻のマリー・フォン・ブリュールが遺稿と断片的なまま残されていた最終的な2つの章を編集した。マリーが出版した遺稿集としての『戦争論』全十巻は、第2版から第15版までマリーの兄ブリュールが内容を改ざんしている。第16版以降、ハールヴェークが初版に依拠し直したものとなっている。

## 概説
戦争論は戦争という現象の理論的な体系化に挑戦した著書であり、近代における戦争の本質を鋭く突いた古典的名著として評価されている。著者のクラウゼヴィッツはドイツ観念論的な思考形態に影響を受けていたために非常に分析的かつ理論的な研究であり、そのため非常に普遍性の高い研究となっている。
『戦争論』における画期は、それまで「戦争というものがある」「戦争にはいかにして勝利すべきか」という問題から始まっていた軍事学において「戦争とはなにか」という点から理論を展開したという部分にあると言える。また、攻撃や防御といった概念について、体系的かつ弁証法的に記述してあるという点にも注目できる。クラウゼヴィッツの弁証法的思考形態は、ヘーゲルの著作を通して得たものではなく、19世紀初頭における同時代的な思想形態の変遷の中ではぐくまれていったものである。
戦争についての記述はこの著作の最も注目すべき箇所であり、定義・本質・性質・現象など戦争に関する幅広い事項が議論されている。「戦争とは他の手段をもってする政治の継続である」という記述はこの著作の戦争観を端的に表したものの一つである。クラウゼヴィッツにとって戦争とは政治的行為の連続体であり、この政治との関係によって戦争はその大きさや激しさが左右される。
この研究は国民国家が成立する近代において、戦争の形態がそれまでの戦争とは異なる総力戦の形態への移行期に進められたものである。そのため本書の叙述では、同時代的な軍事問題についての叙述を多く含むものでもある。近年の研究において重要視されるのは戦争の本質や政治との関係を論じた第一編「戦争の本性について」とより明確に戦争と政治との関係を取り上げた第八編「戦争計画」であり、戦争の本質についての分析は現在でも高く評価されている。
同時代の研究としてジョミニの『戦争概論』があるが、これは普遍的な戦争の勝利法があると論じたものであり、戦争論とはその内容が大きく異なる。ジョミニの研究は実践的であり、後の軍事学に多岐に渡る影響を及ぼしたと評価されているが、一方でクラウゼヴィッツの研究は哲学的であったことからより分析的な軍事学に寄与し、政治研究にも影響を及ぼした。また『孫子』と対比されることがあるが、抽象性・観念論的な概念的な理解を中心とするクラウゼヴィッツの手法は、現在の政治学・安全保障・軍事・戦争研究においても幅広くその価値を認められる原因であり、その点が孫子とは大きく異なる。

## 沿革

### 著者略歴
著者のクラウゼヴィッツは1792年に12歳の年齢でプロイセン軍に入隊し、士官として軍務に就いていた。1801年に士官学校でシャルンホルストの下で教育を受け、その後に政治学、軍事学の論文を執筆する教養を習得する。1806年に所属する部隊が戦闘で敗北すると、講和締結まで一時的に捕虜になった。その後プロイセン陸軍省で勤務し、皇太子の軍事教育も担当する。1812年にフランス軍に対抗するために一時期はロシア軍に軍籍を置きながら参謀としてフランス軍と戦った愛国的な軍人でもある。ナポレオン戦争終結後にはベルリンの陸軍大学校の校長として勤務している。戦争論の原稿はこの頃に執筆されたものである。1830年に校長を辞任して、7月革命の影響を受けて勃発したポーランドの11月蜂起に対処するためポーゼンに派遣されるが、1831年にコレラにより病死した。

### 成立
ナポレオン戦争後の1816年ごろから執筆され始める。その出発点となったのはビューローやその他の研究者によって構築された理論の批判的考察と、実践的な目的を持った戦略学の研究、この理論を拡大して戦争理論を構築した。1819年から1827年にかけて第1篇から第6篇、第7篇から第8篇までの下書きを書き上げている。そして1820年に『フリードリヒ大王の戦役』、1824年以後に『1812年のロシア戦役』を書き上げた後の1827年から1830年までの間に『戦争論』を全面的に修正しようとしている。著者死後の1832年から1834年にかけて夫人マリーが遺稿を三部にわけて編集し、出版した。遺稿をもとにまとめられたため、重複する部分や断片的な記述に終わっている部分が見られる。ピーター・パレットなどの一部の研究者によれば、本人により完成していればより体系的かつ、コンパクトなものになっていただろうと指摘されることがある。

### 日本での成立
日本に初めて伝えられた時期は諸説ある。幕末期に江戸城の御蔵書のなかに含まれていた説、蘭語訳されたものを西周が持ち帰った説、長崎の出島を通じて入手した説などがある。
森林太郎（森鴎外）が留学中に留学仲間と輪読して紹介し、戦争哲学を学ぶ書であると軍人らに存在が理解された。軍内で戦争理論の徹底を図り軍人勅諭の作成等一定の成果をあげた、田村怡与造も寄与した。
その後、多く翻訳され、馬込健之助（淡徳三郎）、篠田英雄、清水多吉、日本クラウゼヴィッツ学会訳などが出版されたが、現在の邦訳出版物で、清水多吉訳と日本クラウゼヴィッツ学会訳版が原本に忠実とされる。

## 内容
戦争論の内容は8篇から構成されている：
- 第1篇「戦争の本質について」 - 戦争の本性、理論の戦争と現実の戦争の相違、戦争の目的と手段などを論じる
- 第2編「戦争の理論について」 - 軍事学のあり方やその方法論を論じる
- 第3編「戦略一般について」 - 戦略を定義し、従来の時間・空間・戦力の戦闘の基本的な三要素だけではなく、精神的要素を考察の対象として分析する
- 第4編「戦闘」 - 戦闘の一般的性質や勝敗の決定について物質的側面と精神的側面から分析する
- 第5編「戦闘力」 - 戦闘力の構成や環境との一般的関係を論じる
- 第6編「防御」 - 防御の戦術的性格や種類、戦略的な位置づけを論じる
- 第7編「攻撃」 - 攻撃の戦術的性格、勝利の極限点を論じる
- 第8編「作戦計画」- 理論の戦争と現実の戦争の関係を述べた上で、戦争計画の要点を論じる

### 戦争
戦争がどのような本質を持つのかを明らかにするためには戦争の多様な在り方を説明できるような理論が必要である。そこでまず戦争における暴力性に着目するところからクラウゼヴィッツは議論を始める。そもそも戦争の内在的な本質とは単純化すれば敵対する二者による決闘の性質がある。そこで「戦争とは、敵を強制してわれわれの意志を遂行させるために用いられる暴力行為である」として戦争を単純に捉えた場合、戦争の本質は暴力の行使であり、またその目標は敵の戦闘力の粉砕にあるということが分かる。戦争におけるこのような暴力の行使には
- 敵に敵対的感情を抱く相互作用
- 敵の戦闘力を粉砕しようとする相互作用
- 敵の戦闘力に応じた我の戦闘力を準備しようとする相互作用

の3つの相互作用が認められる。これらの相互作用によって戦争における暴力の行使は原理的に拡大しようとする。
しかしながら、現実世界のあらゆる戦争において暴力が極限的に行使されていると考えることはできない。クラウゼヴィッツはここで暴力性ではなく戦争における政治性に着眼点を移す。つまり戦争は孤立的行為ではなく、また一度の決戦で成立することも、戦争の戦果が絶対的なものではないと考える。ここで改めて戦争における政治的目的が見直されることになる。そもそも敵に対して要求する犠牲を小さくすれば、敵の抵抗は小さくなり、したがって我が支出すべき努力も小さくなる。政治的目的が戦争において支配的であるために軍事行動はその暴力の極限性を弱化させ、皆殺しの戦争からにらみ合い状態までさまざまな種類の激しさを伴う戦争が生じることになる。
さらに戦争における政治の蓋然性の法則と暴力の極限性の法則を以って戦争の多様な形態を説明できたとしても、これだけではまだ説明することができない事態がありうることをクラウゼヴィッツは指摘する。それは戦争においてしばしば生じる軍事行動の停止という事態である。そもそも戦争における両軍の将軍の利害は完全に対立するものとして考えられるが、これは戦場における両極性と考えることができる。言い換えれば戦闘は片方が勝利すればもう片方が原理的に敗北することになるという一般的な性質が存在する。
しかし戦場における両極性は一つではない。これは軍事行動の攻撃と防御がそれぞれに両極性を持つことによるものである。つまり攻撃を行うことを決心しようとするならば、防御の利益を超える攻撃の利益が約束されなければならないということである。軍事行動の停止はこの攻撃と防御の損得の相違による二種類の両極性の法則の結果である。
クラウゼヴィッツは戦争をカメレオンに例えてその規模・形態・情勢が変動していくものと考えた。そしてその戦争の全体を支配している諸傾向を概観すると、
- 主に国民による憎悪や暴力性をもたらす傾向
- 主に軍隊による自由な精神活動としての傾向
- 主に政府による従属的傾向

の3つから三位一体が成り立っているとまとめている。この三位一体の各要素はそれぞれに固有の役割を持っており、これらの主体や相互の関係を無視して現実の戦争を見ることは不可能であると論じている。

### 戦略
クラウゼヴィッツにとって戦略とは戦争目的のために戦闘を使用する教義であり、戦略の対象となるものは戦闘である。戦略においてまず全ての軍事行動にその目的に合致した目標を設定する必要がある。そして戦略に従って戦争計画を立案し、個々の戦役に対する見通しを以って個々の戦闘を位置づける。戦略における問題は科学的な形式や課題を発見することではなく、そこに作用している精神的な諸力を把握することである。
戦略においてあらゆるものごとが単純であることと、その実践が容易であるとは限らない。達成すべき目標を設定したとしても無数の要因によって方針を転換することなく、計画を完遂するためには自信と知性が必要である。戦略においては戦術と異なってあらゆることが緩やかに進行するためその状況判断は推測に依存せざるをえず、したがって決断不能な状況に陥りやすい。
戦略において考察される諸要素は以下の5点に集約できる。
- 精神的要素 - 戦闘における将軍の才能、武徳、国民精神などの精神的特性とその作用を含む、
- 物理的要素 - 戦闘力の量的な大小や質的な組成を含む
- 数学的要素 - 作戦線の角度、空間や時間における兵力集中や節約に関する
- 地理的要素 - 制高地点・山岳・河川・森林・道路など
- 統計的要素 - 兵站や休養を含む

これら諸要素は相互に連関したものである。

### 戦闘
戦闘とはクラウゼヴィッツによれば本来の軍事行動によって遂行される闘争であり、これは敵の撃滅や征服を目的とするものである。したがって戦闘における敵とは我に対抗する相手の戦闘力である。戦争の目的は諸々の戦闘によって構成されており、それぞれの戦闘は特殊な目標を持ちながら戦争全体と結合している。したがってあらゆる戦略的な行動は戦闘と密接な関係を持っている。
戦闘の一般的目標とは敵の撃滅であるが、それが敵の死傷によるものであるか、また敵の戦闘意思の放棄によるものかは問わない。とにかく戦闘によって敵の戦闘力の損耗が我のそれよりも比較的に大であり、また巧妙な部隊の配備によって敵を不利な状況に追い込むことで退却を強いることなどによって勝敗を決定する。つまり戦闘における勝利の概念とは、敵が物理的諸力において我よりも大きな損失を被っており、精神的諸力についても同様であり、さらに敵が戦闘継続の意思を放棄することで上記のに条件を承認することによって獲得することができる。
戦闘の一般的な記述だけでなく、多種多様な形態に着目すると戦闘を分類する必要がある。そこでクラウゼヴィッツは防御戦闘と攻撃戦闘に大別する：
- 防御戦闘 - 敵戦闘力の撃滅、ある地点の防御またはある地点の防御が狙い
- 攻撃戦闘 - 敵戦闘力の撃滅、ある地点の略取またはある物件の略取が狙い

このことから防御の目標は常に消極的なものであり、他の積極的行動を容易にする以外には間接的に有用であるだけである。したがって防御戦闘が頻繁に実施されることは、戦略的情勢の悪化を意味している。

### 防御と攻撃
防御と攻撃の関係についてクラウゼヴィッツはその行動の受動性と能動性から区分する。防御という戦闘行動とは敵の進撃の撃退であり、攻撃は逆に敵を積極的に求める戦闘方式である。戦争において一方的な防御はありえず、防御と攻撃は彼我の双方向の戦闘行動によって相対化する。ただし防御の目的とは攻撃の奪取に比較して維持であるため、その実施は容易である。そのためクラウゼヴィッツは防御形式は本来的に攻撃形式よりも有利であると考える。しかし攻撃を行わなければ敵の戦闘力を打倒するという戦闘の目的は達成することはできない。
つまり攻撃と防御とは交代しながら行われるものである。その理由には攻撃と防御のそれぞれの戦術的性質が異なっているだけでなく、戦闘力の一般的な性質からも考察できる。戦力の衰弱をもたらす要因としては、決戦後にも継続される戦闘、後方支援の確保、戦闘における損害、根拠地と前線の距離の増大、要塞の攻囲、労苦の増大、同盟軍の戦線離脱の要因がある。このような要因による戦闘力の総量の消耗は敵の精神的、物質的な戦闘力の損耗によって相対的に解消されるものであり、戦術的勝利はこの戦闘力の均衡において圧倒的な優位があるために獲得されるものである。
しかしながら戦争において勝利者が軍事的努力によって一名残らず殲滅できるとは限らないだけでなく、戦闘力は勝利後も既に述べたさまざまな要素によって次第に減退していくものである。攻撃を行うことは常に戦闘の目的である敵戦闘力の打破に寄与するものであるが、攻撃によって獲得した戦果は時間の経過とともに逓減していくものだと理解できる。ここで攻撃によってのみ得られる戦果の限界量を導入することが可能となり、これを攻撃の限界点とクラウゼヴィッツは命名する。この攻撃の本質的性格を考慮すれば、防御とはこの攻撃の内在的な欠点を補うため、つまり攻撃の限界点においてそれまで獲得してきた戦果を保存するため、状況に応じて選択される戦闘行動として位置づけることができる。

### 戦争計画
クラウゼヴィッツは戦争計画の章では戦争の総括的問題を解明し、本来の戦略とその重要事項について論じている。戦争計画は軍事行動のすべてが総合されたものであり、計画中のさまざまな目標は戦争目的と関係付けられる。戦争は国家の知性である政治家と軍人によって発起され、戦争において、また戦争によって達成すべき目標を決定する。しかしクラウゼヴィッツの戦争理論によって既に明らかにされたように、戦争には純粋な暴力の相互作用の原理が機能する絶対戦争と現実的形態として諸々の抑制が加わる現実の戦争がある。つまり戦争は二種類の目的が設定されうるものであり、敵の完全な打倒という戦争目標と敵国の国土の一部を攻略占領という制限された戦争目標が考えられる。
さらに戦争は政治の道具であり、政治的交渉は戦争においても継続され、また同時に戦争行動は政治的交渉を構成するという見解がクラウゼヴィッツの基本的立場である。つまり戦争が政治に内部的に従属するため、政治の戦争意思が強大になるに従って戦争は絶対的形態へと移行する。また政治の戦争意思が弱小になるに従って、戦争本来の姿から生じる厳しい結果を避け、遠い将来の成果よりも近くの結果に関心が集中する。戦争に必要な主要計画は全て政治的事情に対する考察が必要であり、政府と統帥部の意志が統一されなければならない。その方法の一つとして内閣の一員に最高司令官を加えることを挙げている。クラウゼヴィッツは、攻勢的戦争、防御的戦争それぞれにおいて重要な点を述べている。
クラウゼヴィッツが提案する戦争計画の原則は二つの原則から成り立っている。それは次のように定式化される。
- 可能な限り集中的に行動する
- 可能な限り迅速的に行動する

集中的行動の原則をクラウゼヴィッツは次のように説明する。敵の戦闘力を集中させ、その点に対して我の戦闘力を集中することが必要である。しかし戦闘力の最初の配置や参戦諸国や交戦地域の地理的環境などによっては分割も可能である。しかし戦闘の勝敗が重要でない地域に戦闘力を分散する場合にはこの原則に従うことが困難になる場合もある。したがってこの集中の原則は主要な戦闘を必要とする方面に対してのみ攻撃を、その他の方面に対しては防御を実施することが合理的であると考えられる。さらに迅速の原則において時間の浪費は戦力の消耗であり、また時間の要素は奇襲の条件を構成する。したがって戦争においては常に敵の完全な打倒を狙いながら前進し続けることだけが望ましいのであり、一度でも停止すると敵に対する有効な攻撃前進を再開することは不可能となる。

### 戦争論が難読である理由
戦争論は読解が困難で、かなり読み込まなければ誤解を招き、稀に虚言が採り上げられることもある。クラウゼヴィッツは、戦争論でナポレオン戦争以来の新しいパラダイムを描こうと試み、論述に哲学や観念論を基礎として用いた弁証法的な記述が多い。抽象的な表現をすると思えば、前触れもなく違う観点で論ずることもあり、誤った解釈が生じ易い。現在、戦争論は教育的に用いられ、戦争論を読み解く難しさについて自衛隊などで講義で扱うことがある。

## 研究史
本書は戦争研究に最も大きな影響を残した研究のひとつであった。クラウゼヴィッツの死後に1832年に『戦争論』が出版されてから1500部が売れるまで20年を要し、広く知られるまで時間がかかった。理論の価値は多くの戦略思想家を通じて幅広く認められる。

### 近代ドイツの研究
しかし近代ドイツにおいてクラウゼヴィッツの研究が全面的に肯定されることはなかった。クラウゼヴィッツの名前を有名にしたのは普墺戦争と普仏戦争の作戦を指導したモルトケによる評価に起因する。彼は敵の殲滅により勝利するというクラウゼヴィッツ的な理念を実践した軍人であった。またゴルツはクラウゼヴィッツをジョミニと並ぶ偉大な軍事思想家として高く評価している。
しかしシュリーフェンはドイツで出版された『戦争論』の第5版に際してクラウゼヴィッツを殲滅戦理論の創始者と評価していたことからもうかがえるように、ドイツの軍事学者たちにとってのクラウゼヴィッツは絶対戦争を主張する軍事思想家であった。そのため二重構造となっている戦争理論が正当な評価を受けたわけではなかった。その結果として第一次世界大戦でドイツ軍を指導したルーデンドルフは『総力戦』においてクラウゼヴィッツの戦争理論は第一次世界大戦のような戦争の形態が登場したことで時代遅れであると断定し、政治の優位性の理論を逆転させて政治が戦争に従属することを主張した。

### 近代イギリスの研究
イギリスで初めて本書が翻訳されたのはグラハム大佐による1874年の出版であったが、これはすぐに絶版となる。1909年にマクワイヤにより出版されると、グラハムの翻訳も再版されてモード大佐による解説が付せられた。この頃からクラウゼヴィッツがイギリスでも読まれるようになり、海軍戦略家のコーベットは自らの海軍戦略の構築の際に彼の戦争の一般理論が海洋戦争にも応用可能であることを指摘した。
しかし第一次世界大戦ではクラウゼヴィッツの絶対戦争の理論だけが抽出されて理論的に再構成され、変容させられていくことになった。イギリスの戦略思想家であったベイジル・リデル＝ハートは殲滅戦の理論家としてのクラウゼヴィッツに対する批判を『ナポレオンの亡霊』などで加えており、この批判は彼の間接アプローチ戦略という思想の成立をもたらした。また同時代に活躍した戦略家のフラーは『戦争論』を参考として近代戦争の性格を分析している。

### 近代フランスの研究
1870年に普仏戦争でフランス軍が敗北するとプロイセン軍のあり方が参考に軍制改革が進められ、その過程でクラウゼヴィッツの軍事理論が注目されるようになる。フランス語への翻訳は1849年に出版されフランス陸軍士官学校の教授による評価が1854年に加えられて一般的に知られるようになった。
1885年にフランス陸軍大学校でカルドーによりクラウゼヴィッツの講義が開始され、また1894年に軍事学の教授フォッシュがクラウゼヴィッツの研究を踏まえた講義をまとめた『戦争の原則』や『戦争遂行論』を発表した。ただしフォッシュはクラウゼヴィッツの戦争理論の基本的な要素である絶対戦争や政治目的による制限について言及されていないが、彼はフランス陸軍におけるクラウゼヴィッツ学派を形成していた。

### マルクス主義の研究
クラウゼヴィッツはマルクス主義の軍事理論にも大きな影響を与えている。マルクスの『資本論』の執筆に関わったエンゲルスは1857年には本書に出会っており、マルクスに手紙で読むことを推薦している。
ロシア革命の指導者となるレーニンはクラウゼヴィッツを尊敬し、『戦争論』の研究を通じてドイツ語の抜粋とロシア語の傍注から構成される『クラウゼヴィッツ・ノート』を作成している。ここでは戦争が政治の延長として位置づける議論が革命理論を背景としながら解釈されている。
日中戦争の指導者の一人であった毛沢東はこのレーニンの革命戦争の理論よりもさらに土着的な基礎付けを与えて革命戦争理論を『遊撃戦論』で確立した。この毛沢東の理論は多くの革命家に継承されており、インドシナ戦争ではホー・チ・ミンの戦争指導の理論的基礎となっており、ヴォー・グエン・ザップの『人民の戦争・人民の軍隊』としてまとめられている。

### 現代のクラウゼヴィッツ研究
第二次世界大戦後の研究で、クラウゼヴィッツの解釈者たちの思想の系譜やクラウゼヴィッツの思想についての再評価が進められている。
1963年のカール・シュミットによる『パルチザンの理論』ではクラウゼヴィッツをレーニンや毛沢東などのマルクス主義を背景とする戦争理論の思想史の出発点に位置づけている。1976年にフランスの哲学者レイモン・アロンは『戦争を考える　クラウゼヴィッツ』は戦後の戦争に関する議論の中でクラウゼヴィッツを再評価した。
さらに1979年にハンス＝ウルリヒ・ヴェーラーによる論文『ドイツ戦争学説の退廃〈絶対〉戦争から〈総力〉戦争へ、或いはクラウゼヴィッツからルーデンドルフへ』においてクラウゼヴィッツの絶対戦争の議論では政治が大規模化また強力化すれば戦争もまたそのようになり、最終的に絶対戦争となると論じられる。この議論にはルーデンドルフの全面戦争との接点が認められるが、本質的には異なる概念であり、ルーデンドルフはクラウゼヴィッツの政治と戦争の関係を逆転させたと論じた研究である。
またアロンの議論に反論する立場からギリシアの学者パナヨティス・コンディリスはドイツ語で『戦争の理論　クラウゼヴィッツ、マルクス、エンゲルス、レーニン』を1988年に発表し、戦争論を内在的に理解しようとする思想研究で業績を残した。コンディリスによれば政治目的と戦争が政治的交渉という地平を共有しているが、政治の継続としての戦争という定式を逆転することはできない。
2001年に発表されたアンドレアス・ヘルベルク＝ローテの大学教授資格取得論文『謎としてのクラウゼヴィッツ』では『戦争論』が未完であるために多くの謎が含まれており、クラウゼヴィッツが戦争の謎を新規に定式化したのかを論じている。ヘルベルクはクラウゼヴィッツの思想の変化に着目して前期のクラウゼヴィッツが三つの相互作用によって戦争における暴力の極大使用を重視しているが、後期になると戦争を制約する政治の可能性について関心を向けたことが論じられている。

### 現代アメリカの研究
アメリカでクラウゼヴィッツが研究されるようになるのはジョミニの後であり、翻訳が出版されるのは第二次世界大戦中の1943年であった。
アメリカでは伝統的に自由主義の政治イデオロギーに基づいてクラウゼヴィッツ的な戦争理論ではなく規範的な観点から戦争が論じられてきており、クラウゼヴィッツは評価されていなかった。したがって、戦争が政治の延長線上にあることを認めておらず、戦争の唯一の基準は敵の殲滅であると考えられていた。ダグラス・マッカーサーは戦時と平時の区分を明確にした上で戦時においては政治家から軍人に全面的に責任が移行すると考えていた。
しかし朝鮮戦争やベトナム戦争でアメリカは政策と戦略の調整という問題に直面する。そこで米国国防大学が中心となって1970年代からクラウゼヴィッツ研究が本格化することになった。この研究はマイケル・ハワードとピーター・パレットによる1976年の『戦争論』の翻訳が出版されることで促される。サマーズ大佐は1982年に『戦略論』でクラウゼヴィッツの軍事理論を受容する研究を発表し、またマイケル・ハンデルの1986年の『クラウゼヴィッツと現代戦略』によってアメリカでのクラウゼヴィッツ研究が活発となった。

## 翻訳
森鴎外、淡徳三郎、篠田英雄などは、改変された原書での訳書。
- 森林太郎『大戦原理』1901、のち「鴎外全集」岩波書店
- 馬込健之助訳（淡徳三郎） 南北書院 1932、のち岩波文庫（旧版）
- 『クラウゼヴィッツの戦争論』 ピルチヤー編、大久保康雄訳 三笠書房 1938
- 清水多吉訳[10]各（上下）、現代思潮社 1966。中公文庫（改訳版） 2001
- 篠田英雄訳、岩波文庫（上中下）、1968
- 『レクラム版　戦争論』（日本クラウゼヴィッツ学会訳、芙蓉書房出版、2001） ISBN 4829502983
- 加藤秀治郎『全訳 戦争論』日本経済新聞出版（上下）、2024
  - 加藤秀治郎訳『縮訳版 戦争論』（日本経済新聞出版、2020）。重要部分を抜き出した編訳版
  - 編訳 『クラウゼヴィッツ語録――｢戦争論｣のエッセンス』 （一藝社、2017／日経ビジネス人文庫、2022）。抜粋訳の入門書
- 金森誠也編訳 『国家を憂う　世紀の戦略家クラウゼヴィッツの名言を読む』（ビイング・ネット・プレス、2009）。同上